# Агабейли, Агахан Алескер оглы
Агахан Алескер оглы Агабейли (азерб. Ağaxan Ələsgər oğlu Ağabəyli; (22.12.1904—20.08.1980)) — учёный в области генетики и селекции животных, д.с.-х.н., профессор, член-корреспондент ВАСХНИЛ (ныне РАСХН), заслуженный деятель науки Азербайджанской ССР. Основоположник учения о буйволоводстве.

## Биография
Родился 22.12.1904 г в сел. Кюр-Каракашлы (ныне Сальянский район Азербайджанской Республики) в семье помещика.
В 1927 г. окончил Азербайджанский политехнический институт. В 1930—1932 гг — аспирант Всесоюзного института животноводства, ученик видного генетика-селекционера А. С. Серебровского. С 1947 г. доктор с.-х. наук, профессор. В 1956 г был избран член-корреспондентом ВАСХНИЛ. В 1932—1966 гг — зав. кафедрой разведения животных и генетики Азербайджанского сельскохозяйственного института, а с 1966 по 1980 гг — заведующий отделом генетики и селекции животных Института генетики и селекции АН Азербайджанской ССР.
Основные труды Агабейли связаны с генетикой и селекцией буйволов. Им впервые было разработано учение о буйволоводстве, включая генетику и селекцию буйволов, научную методику оценки их конституции, техники разведения, откорма, нагула, искусственного осеменения, иммуногенеза, эмбриогенеза и экологии. А.Агабейли были также составлены планы по племенной работе и подробные инструкции по бонитировке буйволов. Под руководством ученого была выведена новая порода буйволов «Кавказская» и опубликованы первые монографии и учебники по генетике и селекции буйволов в СССР.
Наряду с этим, А.Агабейли заложил основы работ по выведению азербайджанского горного мериноса, а также скрещивания зебу с местным рогатым скотом, с целью выведения новых выносливых и высокопродуктивных пород. Труды А.Агабейли по скрещиванию мясных пород кур послужили основой использования гетерозиса в птицеводстве.
А.Агабейли опубликовано более 200 научных работ, среди которых книги и учебники, изданные в Азербайджане, России, Индии, во Вьетнаме и в других странах. Им подготовлено более 50 кандидатов и докторов наук.

## Звания и награды
А.Агабейли был награждён орденом «Трудового Красного Знамени» и 3-я медалями СССР, Почётной Грамотой Верховного Совета Азербайджанской ССР, а также удостоен звания Заслуженного деятеля науки Азербайджана (1964 год).